# 教育评估
教育评估是通过评估的模式，对知识、技能、态度和信仰等进行归档的评估方式，可以对个人学习者，也可以对学习社区(班级、学校、小组等)、可对教育机构甚至整个教育系统。根据季度学术交流: "理论、经验学习(案例研究、书本学习、探索、实验课)中，对学习者准备、态度、动机、学习方法、学习效果、满意度进行评估，学习还包括通过可测量的标准和标杆进行评估。"
教育的最终评估目的在于对学习者和研究者提供理论框架，对其信仰、意见、知识来源和学习流程进行跟踪。

## 更多含义
教育评估是"确定教育重要性、规模和价值"的手段。

## 类型
评估一词往往用于所有教师的帮助学生学习、测量学生进步的活动。评估一般可分为以下种类：
1. 建立、归纳
2. 主观、客观
3. 标准（标准、条例）
4. 正式、非正式
5. CIPP評鑑模式

### 建立、归纳
可根据分析目标，分为建立型和归纳型评估：
- 归纳型 - 归纳型评估一般是在课程结束后，在教育环境下，进行分数评级，进行评估。
- 建立型 - 建立型评估一般是在课程过程中进行，也称为"教育评估"，一般辅助教学，一般是教师(或同学)对学习者的进度提供反馈，有时不进行打分。建立型可通过诊断、标准化测试的方式进行。

教育研究者Robert Stake提出归纳型和建立型的区别: 

厨师尝菜，是建立型；客人尝菜，是归纳型。

建立型和归纳型评估一般把学习环境称为对学习的评估和学习为了评估。对学习的评估一般是归纳型，通过评估学习结果，汇报给学生、家长和管理者。学习为了评估一般在课程、学期、学年结束时进行，一般是建立型的，老师一般用来改善教学方法。

### 主观型和客观型
建立型和归纳型评估还可以分为主观性和客观型，客观评估是问卷只有固定正确的答案，主观是问卷是开放式的。客观型可分为对/错题、多选题、配对题等。主观问题可分为开放性问题和写论文等。客观型问答以及很多使用计算机答卷，用在线评估的方式进行。

### 对比基础
测试结果可以和标准答案进行对比，或者与其他同学答案进行对比:
标准评估，一般使用标准化测试，测试者通过固定的(客观的)标准进行作答。
规则评估 (也称为"贝尔曲线问卷")，一般对问卷答案设定规则，适于将学生进行对比。例如：IQ测试。国外很多著名的大学都使用规则评估，允许一定比例的学生入选。

### 可靠性
可靠性是评估的一致性，可靠的评估需要永远达到同一个结果，或类似的结果。多种因素可能影响一贯性，如模棱两可的问题、过多选项、模糊的问题指导以及没有经验的监考官。

## 争议
如何进行最佳评估，一直是公共学校争议的问题，同时，关于高风险测试和标准化测试也一直有争议。

### 无童落后
对于教育研究者和实践者，问题并非测试是否覆盖所有人—共识是如果测试方法得当，测试对学生进步、课程设置可提供有用信息。
在美国，无童落后法案要求全国进行标准化测试，这些测试根据国家课程设定，把教师、学生、区、州与教育测试结果挂钩。无童落后法案倡导者提出，为测量教育成功、将教育失败进行归责，缩小班级和种族之间的教育差距非常有用。